# Vườn quốc gia Prielbrusye
Vườn quốc gia Prielbrusye (tiếng Nga: Приэльбрусье (национальный парк)) (còn được gọi là Prielbrus'e, trong tiếng Anh nghĩa là "Núi Elbrus") là vườn quốc gia bảo vệ khu vực tự nhiên quanh núi Elbrus, ngọn núi cao nhất châu Âu ở độ cao 5.632 mét so với mực nước biển. Sự cô lập tương đối của các hẻm dốc đã tạo nên một khu vực tự nhiên có mức độ cao về tính đặc hữu và đa dạng sinh học. Vườn quốc gia nằm tại trung tâm của Dãy núi Kavkaz và là một trong số 22 vườn quốc gia thuộc dãy Kavkaz ở nhiều quốc gia khác nhau, chiếm 1,8% diện tích. Về hành chính, vườn quốc gia nằm tại huyện El'brussky và Zolsky, tây nam của Cộng hòa Kabardino-Balkaria của Nga.

## Địa hình
Vườn quốc gia Prielbrusye nằm trên các đỉnh núi và sườn phía bắc của trung tâm Dãy núi Kavkaz, với một số khu vực dốc phía nam, ở độ cao từ 1400 - 5642 mét. Địa hình bao gồm các đỉnh núi, sườn núi, sông băng, dòng dung nham, lưu vực hồ, và một hệ thống thung lũng sông với những cánh rừng. Núi Elbrus nằm ở ranh giới phía tây của vườn quốc gia, trên biên giới với Cộng hòa Karachay-Cherkessia. Thượng nguồn của sông Malka hình thành từ các sông băng của Elbrus, chảy về phía bắc và phía đông, thông qua một cao nguyên phía dưới. Các dòng chảy của sông Baksan chảy về phía đông của núi. Phía nam của vườn quốc gia là biên giới với Gruzia. Khoảng 155 km², tương đương với khoảng 15,3% lãnh thổ của vườn quốc gia này là sông băng hoặc tuyết vĩnh cửu.

## Sinh thái và khí hậu
Prielbrusye nằm trong vùng sinh thái Kavkaz, một trong những vùng sinh thái đa dạng sinh học nhất trên thế giới. Sự đa dạng là bởi nơi đây là điểm gặp gỡ của các vùng sinh thái khác nhau, cùng với đó là sự thay đổi độ cao lớn.
Do độ cao của nó, Prielbrusye có khí hậu vùng cực lãnh nguyên (theo Phân loại khí hậu Köppen). Đây là khí hậu địa phương trong đó ít nhất một tháng có nhiệt độ trung bình đủ đủ lớn để tuyết tan (0 °C (32 °F)), nhưng không có tháng nào mà nhiệt độ trung bình vượt quá 10 °C (50 °F). Thực tế nhiệt độ tại Prielbrusye cho thấy sự thay đổi cực độ, do sự thay đổi về độ cao lớn.

## Hệ động thực vật
Ở khu vực có độ cao thấp nhất, tại các thung lũng sông là rừng lá kim, phần lớn là rừng thông. Dưới tán này là hỗn hợp của bách xù, hoàng liên gai và hồng dại. Các khu vực ẩm ướt hơn, là nơi có các loại mâm xôi, nho và Lý chua lông. Cao hơn là một vành đai mỏng của các loài cây lá rộng và cây bui núi cao. Cao hơn nữa là đồng cỏ núi cao và cuối cùng là tuyết, đá và băng đá ở khu vực cao nhất.
Động vật có vú phổ biến nhất là sói thảo nguyên, chó rừng châu Âu, cáo đỏ, linh miêu Kavkaz, lợn rừng và gấu nâu Syria.

## Du lịch
Prielbrusye là một trung tâm thể thao trên núi bao gồm trượt tuyết, đi bộ đường dài và leo núi. Vườn quốc gia cũng hỗ trợ cho hoạt động cắm trại, các tour du lịch bằng xe địa hình và du lịch sinh thái. Du lịch cho cả khách trong nước và quốc tế được khuyến khích, với cơ sở hạ tầng tại đây rất tốt. Vườn quốc gia cách thành phố Nalchik khoảng 90 km về phía tây.